# Свеаборгская улица
Свеа́боргская улица — улица в Московском районе Санкт-Петербурга. Проходит от Улицы Решетникова до Кузнецовской улицы.

## История
Свеаборгская улица появилась в Московской волости Петербургского уезда, в состав которой входила эта часть рабочих окраин столицы, не позднее 1911 года. Название было дано по крепости Свеаборг в Финляндии.
Свеаборгская улица была проложена к югу от Благодатной улицы. Как видно по карте, изданной в 1912 году, она упиралась в северный отрезок проезда вокруг Чесменского кладбища, который позже вошёл в застройку улицы Гастелло, а продолжение этой трассы на юг от кладбища носило уже название Мамонтовской улицы.
Хотя в стереотипных переизданиях предвоенных карт Ленинграда Свеаборгская улица по-прежнему показывается до Чесменского кладбища, её участок к югу от Кузнецовской улицы не застраивается, а в 1939 году на нём закладывается Московский парк культуры и отдыха. Отсутствие застройки на этом отрезке к началу войны подтверждается и аэрофотосъёмкой. При повторной закладке парка Победы проезжая часть превращается в одну из его аллей.
Долгое время считалось, что участок улицы от улицы Решетникова до Благодатной улицы  ранее был отдельным проездом под названием Герцогский переулок, проходившим от Мариинской улицы до Благодатного переулка. Его название известно с 1906 года. В октябре 1918 года он был переименован в Трудовой переулок в порядке переименований улиц, названных по упразднённым эксплуататорским классам. Отмечалось, что в 1955 году участок от улицы Решетникова до Благодатной улицы присоединён к Свеаборгской улице, оставшаяся часть была упразднена. Однако, в 2022 году Топонимическая комиссия приняла решение, что, вопреки карте 1912 года, содержащей большое количество неточностей, Герцогский/Трудовой переулок никогда не был в створе Свеаборгской улицы, а проходил западнее её и позднее был включён в состав Мариинской улицы. В этом же году Герцогский переулок вернулся на карты города, будучи снова выделенным из Мариинской улицы.

## Достопримечательности
- детский сад (дом 3)
- школа № 371
- ГУП «Ленгипроинжпроект»